# La Estrella (Chile)
La Estrella – miasto w Chile, w regionie O’Higgins, w prowincji Cardenal Caro.